# 220 (număr)
220 (două sute douăzeci) este numărul natural care urmează după 219 și precede pe 221 într-un șir crescător de numere naturale.

## În matematică
220:
- Este un număr par.
- Este un număr compus.[1]
- Este un număr abundent.[2][3]
- Împreună cu numărul 284 formează o pereche de numere prietene.[4][5][6][7]
- Este un număr semiperfect (pseudoperfect).[8][9]
- Este un număr tetraedric,[10][11] fiind suma primelor zece numere triunghiulare.[12][13]
- Este un număr dodecaedric.[14][15]
- Este un număr platonic.[16]
- Este un număr Erdős-Woods[17][18]
- Este un număr harshad.[19][20]
- Este un număr practic.[21][22]
- Este un număr rotund.[23][24]
- Este cel mai mic număr par cu proprietatea că atunci când este reprezentat ca o sumă de două numere prime (Conjectura lui Goldbach) ambele numere prime trebuie să fie mai mari sau egale cu 23.[25]
- Este suma a patru numere prime consecutive (47 + 53 + 59 + 61).[26]
- Este suma sumelor divizorilor primilor 16 întregi.[27]
- Există exact 220 de moduri diferite de partiționare a 64 = 82 într-o sumă de pătrate.[28]
- Dacă se trasează toate diagonalele unui decagon regulat, vor rezulta exact 220 de regiuni.[29]

## În știință

### În astronomie
- Obiectul NGC 220 din New General Catalogue este un roi deschis cu o magnitudine 14,39 în constelația Micul Nor al lui Magellan.
- 220 Stephania este un asteroid din centura principală.
- 220P/McNaught este o cometă periodică din sistemul nostru solar.

## În alte domenii
220 se poate referi la:
- 220 V, tensiunea fazelor rețelei electrice de joasă tensiune, pentru uz casnic, în multe țări (din 1987 unele, printre care și România, au trecut la tensiunea de 230 V)